# Surubim (ort)
Surubim är en ort i Brasilien.   Den ligger i kommunen Surubim och delstaten Pernambuco, i den östra delen av landet, 1 600 km nordost om huvudstaden Brasília. Surubim ligger 377 meter över havet och antalet invånare är 34 580.
Terrängen runt Surubim är platt. Surubim är det största samhället i trakten.
Omgivningarna runt Surubim är huvudsakligen savann. Runt Surubim är det ganska tätbefolkat, med 199 invånare per kvadratkilometer.